# John Coit Spooner

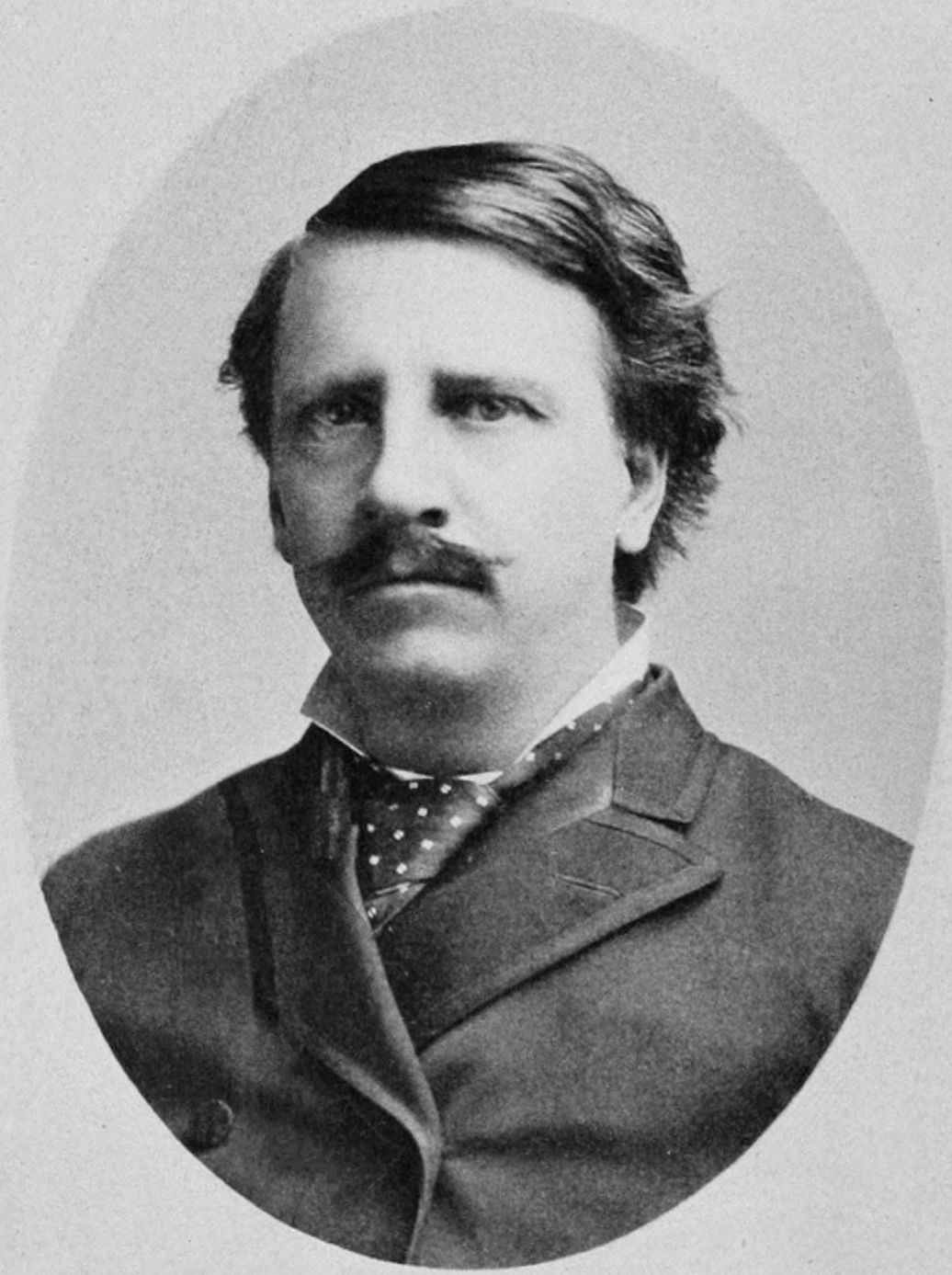
John Coit Spooner

John Coit Spooner, född 6 januari 1843 i Lawrenceburg, Indiana, död 11 juni 1919 i New York, var en amerikansk republikansk politiker. Han representerade delstaten Wisconsin i USA:s senat 1885–1891 och 1897–1907.
Spooner flyttade 1859 till Wisconsin. Han utexaminerades 1864 från University of Wisconsin. Han deltog i amerikanska inbördeskriget i nordstaternas armé. Han studerade efter kriget juridik och inledde 1867 sin karriär som advokat.
Spooner efterträdde 1885 Angus Cameron som senator för Wisconsin. Han kandiderade 1891 till omval men förlorade mot demokraten William Freeman Vilas. Spooner kandiderade sedan utan framgång i 1892 års guvernörsval i Wisconsin. Demokraterna i Wisconsin bestämde sig för att inte nominera sittande senatorn Vilas till omval efter en mandatperiod i senaten. Republikanerna däremot nominerade Spooner på nytt. Han vann senatsvalet och omvaldes dessutom 1903. Spooner avgick 1907 och efterträddes som senator av Isaac Stephenson. Efter sin tid som senator arbetade Spooner som advokat i New York.
Spooner tackade nej till tre ministerposter i USA:s regering. År 1898 ville han inte bli inrikesminister under USA:s president William McKinley. Tre år senare erbjöds han posten som justitieminister men tackade nej på nytt. Slutligen föreslog William Howard Taft honom 1909 till utrikesminister men Spooner var inte intresserad.
Spooners grav finns på Forest Hill Cemetery i Madison, Wisconsin.